# Llista d'asteroides/178301-178400
| Nom      | Designació provisional | Data de descobriment   | Lloc de descobriment | Descobridor/s                    |
| -------- | ---------------------- | ---------------------- | -------------------- | -------------------------------- |
| 178301 - | 1993 QW3               | 18 d'agost de 1993     | Caussols             | E. W. Elst                       |
| 178302 - | 1993 TR10              | 15 d'octubre de 1993   | Kitt Peak            | Spacewatch                       |
| 178303 - | 1993 TB27              | 9 d'octubre de 1993    | La Silla             | E. W. Elst                       |
| 178304 - | 1994 GW2               | 6 d'abril de 1994      | Kitt Peak            | Spacewatch                       |
| 178305 - | 1994 GL8               | 15 d'abril de 1994     | Kitt Peak            | Spacewatch                       |
| 178306 - | 1994 PT25              | 12 d'agost de 1994     | La Silla             | E. W. Elst                       |
| 178307 - | 1994 PS29              | 12 d'agost de 1994     | La Silla             | E. W. Elst                       |
| 178308 - | 1994 PP32              | 12 d'agost de 1994     | La Silla             | E. W. Elst                       |
| 178309 - | 1994 RP5               | 12 de setembre de 1994 | Kitt Peak            | Spacewatch                       |
| 178310 - | 1994 RF10              | 12 de setembre de 1994 | Kitt Peak            | Spacewatch                       |
| 178311 - | 1994 SC3               | 28 de setembre de 1994 | Kitt Peak            | Spacewatch                       |
| 178312 - | 1994 SR7               | 28 de setembre de 1994 | Kitt Peak            | Spacewatch                       |
| 178313 - | 1994 TK6               | 4 d'octubre de 1994    | Kitt Peak            | Spacewatch                       |
| 178314 - | 1994 TD9               | 8 d'octubre de 1994    | Kitt Peak            | Spacewatch                       |
| 178315 - | 1994 TC16              | 6 d'octubre de 1994    | Kitt Peak            | Spacewatch                       |
| 178316 - | 1995 CL2               | 1 de febrer de 1995    | Kitt Peak            | Spacewatch                       |
| 178317 - | 1995 DB7               | 24 de febrer de 1995   | Kitt Peak            | Spacewatch                       |
| 178318 - | 1995 FB2               | 23 de març de 1995     | Kitt Peak            | Spacewatch                       |
| 178319 - | 1995 FL6               | 23 de març de 1995     | Kitt Peak            | Spacewatch                       |
| 178320 - | 1995 FK10              | 26 de març de 1995     | Kitt Peak            | Spacewatch                       |
| 178321 - | 1995 HY1               | 24 d'abril de 1995     | Kitt Peak            | Spacewatch                       |
| 178322 - | 1995 KB4               | 26 de maig de 1995     | Kitt Peak            | Spacewatch                       |
| 178323 - | 1995 OC6               | 22 de juliol de 1995   | Kitt Peak            | Spacewatch                       |
| 178324 - | 1995 OB14              | 23 de juliol de 1995   | Kitt Peak            | Spacewatch                       |
| 178325 - | 1995 SB9               | 17 de setembre de 1995 | Kitt Peak            | Spacewatch                       |
| 178326 - | 1995 SA17              | 18 de setembre de 1995 | Kitt Peak            | Spacewatch                       |
| 178327 - | 1995 SL18              | 18 de setembre de 1995 | Kitt Peak            | Spacewatch                       |
| 178328 - | 1995 SS32              | 21 de setembre de 1995 | Kitt Peak            | Spacewatch                       |
| 178329 - | 1995 SO36              | 24 de setembre de 1995 | Kitt Peak            | Spacewatch                       |
| 178330 - | 1995 SR37              | 24 de setembre de 1995 | Kitt Peak            | Spacewatch                       |
| 178331 - | 1995 SL40              | 25 de setembre de 1995 | Kitt Peak            | Spacewatch                       |
| 178332 - | 1995 SN41              | 25 de setembre de 1995 | Kitt Peak            | Spacewatch                       |
| 178333 - | 1995 SY41              | 25 de setembre de 1995 | Kitt Peak            | Spacewatch                       |
| 178334 - | 1995 SF43              | 25 de setembre de 1995 | Kitt Peak            | Spacewatch                       |
| 178335 - | 1995 SA73              | 27 de setembre de 1995 | Kitt Peak            | Spacewatch                       |
| 178336 - | 1995 TE4               | 15 d'octubre de 1995   | Kitt Peak            | Spacewatch                       |
| 178337 - | 1995 UM2               | 24 d'octubre de 1995   | Kleť                 | Kleť                             |
| 178338 - | 1995 UT6               | 19 d'octubre de 1995   | Catalina Station     | T. B. Spahr                      |
| 178339 - | 1995 UM23              | 19 d'octubre de 1995   | Kitt Peak            | Spacewatch                       |
| 178340 - | 1995 UL26              | 20 d'octubre de 1995   | Kitt Peak            | Spacewatch                       |
| 178341 - | 1995 UK35              | 21 d'octubre de 1995   | Kitt Peak            | Spacewatch                       |
| 178342 - | 1995 UD38              | 22 d'octubre de 1995   | Kitt Peak            | Spacewatch                       |
| 178343 - | 1995 VC8               | 14 de novembre de 1995 | Kitt Peak            | Spacewatch                       |
| 178344 - | 1995 VZ9               | 15 de novembre de 1995 | Kitt Peak            | Spacewatch                       |
| 178345 - | 1995 VZ16              | 15 de novembre de 1995 | Kitt Peak            | Spacewatch                       |
| 178346 - | 1995 WQ1               | 19 de novembre de 1995 | Farra d'Isonzo       | Farra d'Isonzo                   |
| 178347 - | 1995 WH12              | 16 de novembre de 1995 | Kitt Peak            | Spacewatch                       |
| 178348 - | 1995 WQ19              | 17 de novembre de 1995 | Kitt Peak            | Spacewatch                       |
| 178349 - | 1995 WT30              | 19 de novembre de 1995 | Kitt Peak            | Spacewatch                       |
| 178350 - | 1995 YZ19              | 22 de desembre de 1995 | Kitt Peak            | Spacewatch                       |
| 178351 - | 1996 AO6               | 12 de gener de 1996    | Kitt Peak            | Spacewatch                       |
| 178352 - | 1996 EB5               | 11 de març de 1996     | Kitt Peak            | Spacewatch                       |
| 178353 - | 1996 GO5               | 11 d'abril de 1996     | Kitt Peak            | Spacewatch                       |
| 178354 - | 1996 RX                | Haleakala              | NEAT                 |                                  |
| 178355 - | 1996 RZ9               | 7 de setembre de 1996  | Kitt Peak            | Spacewatch                       |
| 178356 - | 1996 RV13              | 8 de setembre de 1996  | Kitt Peak            | Spacewatch                       |
| 178357 - | 1996 RW20              | 5 de setembre de 1996  | Kitt Peak            | Spacewatch                       |
| 178358 - | 1996 TL31              | 8 d'octubre de 1996    | Kitt Peak            | Spacewatch                       |
| 178359 - | 1996 VW9               | 3 de novembre de 1996  | Kitt Peak            | Spacewatch                       |
| 178360 - | 1996 VF27              | 11 de novembre de 1996 | Kitt Peak            | Spacewatch                       |
| 178361 - | 1996 WL3               | 28 de novembre de 1996 | Xinglong             | BAO Schmidt CCD Asteroid Program |
| 178362 - | 1996 XE16              | 4 de desembre de 1996  | Kitt Peak            | Spacewatch                       |
| 178363 - | 1997 AG6               | 8 de gener de 1997     | Prescott             | P. G. Comba                      |
| 178364 - | 1997 AT10              | 9 de gener de 1997     | Kitt Peak            | Spacewatch                       |
| 178365 - | 1997 BT4               | 31 de gener de 1997    | Kitt Peak            | Spacewatch                       |
| 178366 - | 1997 CU7               | 1 de febrer de 1997    | Kitt Peak            | Spacewatch                       |
| 178367 - | 1997 CG12              | 3 de febrer de 1997    | Kitt Peak            | Spacewatch                       |
| 178368 - | 1997 CP16              | 9 de febrer de 1997    | Kitt Peak            | Spacewatch                       |
| 178369 - | 1997 CZ23              | 7 de febrer de 1997    | Kitt Peak            | Spacewatch                       |
| 178370 - | 1997 EM4               | 2 de març de 1997      | Kitt Peak            | Spacewatch                       |
| 178371 - | 1997 ET4               | 2 de març de 1997      | Kitt Peak            | Spacewatch                       |
| 178372 - | 1997 ER10              | 7 de març de 1997      | Kitt Peak            | Spacewatch                       |
| 178373 - | 1997 EJ26              | 4 de març de 1997      | Kitt Peak            | Spacewatch                       |
| 178374 - | 1997 GZ2               | 7 d'abril de 1997      | Kitt Peak            | Spacewatch                       |
| 178375 - | 1997 GY10              | 3 d'abril de 1997      | Socorro              | LINEAR                           |
| 178376 - | 1997 GR18              | 3 d'abril de 1997      | Socorro              | LINEAR                           |
| 178377 - | 1997 GL20              | 5 d'abril de 1997      | Socorro              | LINEAR                           |
| 178378 - | 1997 GB25              | 7 d'abril de 1997      | Kitt Peak            | Spacewatch                       |
| 178379 - | 1997 HP14              | 28 d'abril de 1997     | Kitt Peak            | Spacewatch                       |
| 178380 - | 1997 KM4               | 28 de maig de 1997     | Bergisch Gladbach    | W. Bickel                        |
| 178381 - | 1997 NS2               | 2 de juliol de 1997    | Kitt Peak            | Spacewatch                       |
| 178382 - | 1997 NW5               | 7 de juliol de 1997    | Kitt Peak            | Spacewatch                       |
| 178383 - | 1997 PD4               | 5 d'agost de 1997      | Mallorca             | À. López, R. Pacheco             |
| 178384 - | 1997 SS18              | 28 de setembre de 1997 | Kitt Peak            | Spacewatch                       |
| 178385 - | 1997 TQ13              | 3 d'octubre de 1997    | Kitt Peak            | Spacewatch                       |
| 178386 - | 1997 TE16              | 7 d'octubre de 1997    | Kitt Peak            | Spacewatch                       |
| 178387 - | 1997 TN30              | 11 d'octubre de 1997   | Kitt Peak            | Spacewatch                       |
| 178388 - | 1997 US5               | 21 d'octubre de 1997   | Kitt Peak            | Spacewatch                       |
| 178389 - | 1997 WH9               | 21 de novembre de 1997 | Kitt Peak            | Spacewatch                       |
| 178390 - | 1998 EC10              | 1 de març de 1998      | Xinglong             | BAO Schmidt CCD Asteroid Program |
| 178391 - | 1998 FH1               | 20 de març de 1998     | Kitt Peak            | Spacewatch                       |
| 178392 - | 1998 FS38              | 20 de març de 1998     | Socorro              | LINEAR                           |
| 178393 - | 1998 FD47              | 20 de març de 1998     | Socorro              | LINEAR                           |
| 178394 - | 1998 HT41              | 24 d'abril de 1998     | Kitt Peak            | Spacewatch                       |
| 178395 - | 1998 HW113             | 23 d'abril de 1998     | Socorro              | LINEAR                           |
| 178396 - | 1998 HB146             | 21 d'abril de 1998     | Socorro              | LINEAR                           |
| 178397 - | 1998 HE146             | 21 d'abril de 1998     | Socorro              | LINEAR                           |
| 178398 - | 1998 KO43              | 29 de maig de 1998     | Kitt Peak            | Spacewatch                       |
| 178399 - | 1998 MT30              | 25 de juny de 1998     | Kitt Peak            | Spacewatch                       |
| 178400 - | 1998 OA11              | 26 de juliol de 1998   | La Silla             | E. W. Elst                       |